# 小草莓 (柚子单曲)
《小草莓》是日本二人组合柚子的第28张单曲。2009年7月29日由其所属公司Senha&Company发售。